# SN 1998dk
SN 1998dk – supernowa typu Ia odkryta 31 sierpnia 1998 roku w galaktyce UGC 139. Jej maksymalna jasność wynosiła 14,93m.